# Абетоне
Абетоне (итал. Abetone) је насеље у Италији у округу Пистоја, региону Тоскана.
Према процени из 2011. у насељу је живело 151 становника. Насеље се налази на надморској висини од 1373 м.

## Становништво
Према резултатима пописа становништва 2011. у општини је живело 687 становника.
| 1936. | 1951. | 1961. | 1971. | 1981. | 1991. | 2001. | 2011. |
| ----- | ----- | ----- | ----- | ----- | ----- | ----- | ----- |
| 776   | 823   | 825   | 833   | 821   | 758   | 705   | 687   |

## Партнерски градови
- Boujdour